# Mitsukurinidae
De Mitsukurinidae vormen een familie van uitgestorven haaien uit de orde van makreelhaaien (Lamniformes). De familie omvat als enige geslacht Mitsukurina dat een levende soort bevat: de koboldhaai (Mitsukurina owstoni). Er zijn daarnaast vijf geslachten die allen uitgestorven zijn: Anomotodon, Protoscapanorhynchus, Pseudoscapanorhynchus, Scapanorhynchus en Woellsteinia hoewel sommige taxonomen Scapanorhynchus en Mitsukurina beschouwen als één geslacht.
Het typische uiterlijke kenmerk van makreelhaaien is de lange troffelvormige snuit, veel langer dan die van andere haaiensoorten. Deze snuit bevat zintuigorganen waarmee elektrische signalen van prooidieren kunnen worden opgevangen.

## Geslacht
- Mitsukurina D. S. Jordan, 1898